# Janalynn Castelino
 (mars 2025).
Janalynn Castelino, née le 18 octobre 1998, est une chanteuse pop, compositrice et médecin américaine d'origine indo-italienne.
Connue pour sa gamme vocale de quatre octaves, la musique de Janalynn est décrite comme un mélange d'éléments pop et R&B. C'est une chanteuse multilingue qui a enregistré principalement en anglais, espagnol, italien, latin et hindi.

## Biographie

### Première vie et éducation
Janalynn Joseph Castelino est née dans une famille catholique d'origine italienne et indienne. Elle s'est intéressée aux arts du spectacle dès l'âge de trois ans et a chanté dans la chorale de l'église. Elle a obtenu une note de 96,36% au lycée, se classant première de son école.
En ce qui concerne l'éducation, Castelino est médecin.

### Carrière musicale
Janalynn a publié des reprises sur sa chaîne YouTube comme passe-temps pendant ses études de médecine. Ses clips musicaux ont atteint le sommet des classements YouTube dans plus de 11 pays. Ce n'est que plus tard, après ce succès, qu'elle pense à poursuivre une carrière dans la musique.

#### 2021-2023
En 2021, Janalynn Castelino a accordé une interview à l'American Songwriter Network, où elle a évoqué ses projets musicaux à venir. La même année, elle a été présentée dans l'édition anglaise du magazine L'idea. En 2023, Janalynn a sorti sa ballade folk italienne «Bella Ci Dormi» mêlant des éléments de musique du monde à du folk traditionnel, livrant le morceau en dialecte sicilien.

#### 2024 - présent: Expansion vers une carrière pop
Le 20 septembre, elle a fait ses débuts en espagnol avec le single pop «Drama». Un clip officiel a été publié le 18 octobre 2024 sur la chaîne YouTube de Janalynn, à l'occasion de son 26e anniversaire. Cela a été suivi par le single anglais «But Without You» qui est sorti le 21 mars 2025.

## Discographie
- Bella Ci Dormi - 2023
- O Come All Ye Faithful - 2023
- Jesu Salvator Mundi - 2024
- The Old Rugged Cross - 2024
- Parce Domine - 2024
- Drama - 2024
- But Without You - 2025